# Fernando Romboli
Fernando Romboli (* 4. Januar 1989 in Rio de Janeiro) ist ein brasilianischer Tennisspieler.

## Karriere
Fernando Romboli spielt hauptsächlich auf der ATP Challenger Tour und der ITF Future Tour. Er konnte bislang zehn Einzel- und 22 Doppelsiege auf der ITF Future Tour feiern. Auf der ATP Challenger Tour gewann bis jetzt 20 Doppelturniere. Zum 31. Oktober 2011 durchbrach er erstmals die Top 200 der Weltrangliste im Doppel und seine höchste Platzierung war ein 153. Rang im März 2012.
Am 11. Juli 2012 wurde Fernando Romboli beim Turnier in Bogotá bei einer Dopingprobe positiv getestet. Er gab an, dass die gefundenen Substanzen in Medikamenten enthalten waren, die ihm von einem Arzt verschrieben wurden und er keine Absicht einer Leistungssteigerung hatte. Aufgrund seiner Kooperation im Zuge des positiven Tests erhielt er lediglich eine Sperre für achteinhalb Monate, die für den Zeitraum vom 1. September 2012 bis 15. Mai 2013 in Kraft trat.

## Erfolge
| Legende (Anzahl der Siege)  |
| Grand Slam                  |
| ATP World Tour Finals       |
| ATP World Tour Masters 1000 |
| ATP World Tour 500          |
| ATP World Tour 250 (2)      |
| ATP Challenger Tour (22)    |

| ATP-Titel nach Belag |
| Hartplatz (0)        |
| Sand (2)             |
| Rasen (0)            |

### Einzel

#### Turniersiege
| Nr. | Datum        | Turnier | Belag | Finalgegner       | Ergebnis      |
| --- | ------------ | ------- | ----- | ----------------- | ------------- |
| 1.  | 10. Mai 2015 | Cali    | Sand  | Giovanni Lapentti | 4:6, 6:3, 6:2 |

### Doppel

#### Turniersiege

##### ATP Tour
| Nr. | Datum         | Turnier | Belag | Partner              | Finalgegner                              | Ergebnis |
| --- | ------------- | ------- | ----- | -------------------- | ---------------------------------------- | -------- |
| 1.  | 24. Juli 2021 | Umag    | Sand  | David Vega Hernández | Tomislav Brkić Nikola Čačić              | 6:3, 7:5 |
| 2.  | 6. April 2025 | Houston | Sand  | John-Patrick Smith   | Federico Agustín Gómez Santiago González | 6:1, 6:4 |

##### ATP Challenger Tour
| Nr. | Datum             | Turnier                  | Belag     | Partner                   | Finalgegner                          | Ergebnis           |
| --- | ----------------- | ------------------------ | --------- | ------------------------- | ------------------------------------ | ------------------ |
| 1.  | 10. April 2011    | Recife                   | Hartplatz | Giovanni Lapentti         | André Ghem Rodrigo Guidolin          | 6:2, 6:1           |
| 2.  | 8. Januar 2012    | São Paulo                | Hartplatz | Júlio Silva               | Jozef Kovalík José Pereira           | 7:5, 6:2           |
| 3.  | 3. August 2013    | São Paulo                | Sand      | Eduardo Schwank           | Marcelo Arévalo Nicolás Barrientos   | 6:76, 6:4, [10:8]  |
| 4.  | 16. November 2013 | Lima                     | Sand      | Andrés Molteni            | Marcelo Demoliner Sergio Galdós      | 6:4, 6:4           |
| 5.  | 1. März 2014      | Salinas (1)              | Sand      | Roberto Maytín            | Hugo Dellien Eduardo Schwank         | 6:3, 6:4           |
| 6.  | 3. Oktober 2015   | Pereira                  | Sand      | Andrés Molteni            | Marcelo Arévalo Juan Sebastián Gómez | 6:4, 7:612         |
| 7.  | 11. November 2017 | Montevideo               | Sand      | Romain Arneodo            | Ariel Behar Fabiano de Paula         | 2:6, 6:4, [10:8]   |
| 8.  | 24. Februar 2018  | Morelos                  | Hartplatz | Roberto Maytín            | Evan King Nathan Pasha               | 7:5, 6:3           |
| 9.  | 9. März 2019      | Santiago de Chile (1)    | Sand      | Franco Agamenone          | Facundo Argüello Martín Cuevas       | 7:65, 1:6, [10:6]  |
| 10. | 28. April 2019    | Tallahassee              | Sand      | Roberto Maytín            | Thai-Son Kwiatkowski Noah Rubin      | 6:2, 4:6, [10:7]   |
| 11. | 5. Mai 2019       | Savannah                 | Sand      | Roberto Maytín            | Manuel Guinard Arthur Rinderknech    | 6:75, 6:4, [11:9]  |
| 12. | 7. Juli 2019      | Ludwigshafen             | Sand      | Nathaniel Lammons         | João Domingues Pedro Sousa           | 7:64, 6:1          |
| 13. | 11. August 2019   | Manerbio                 | Sand      | Fabrício Neis             | Sadio Doumbia Fabien Reboul          | 6:4, 7:64          |
| 14. | 23. April 2021    | Salinas (2)              | Hartplatz | Miguel Ángel Reyes Varela | Diego Hidalgo Skander Mansouri       | 7:5, 4:6, [10:2]   |
| 15. | 18. Juni 2022     | Parma                    | Sand      | Luciano Darderi           | Denys Moltschanow Igor Zelenay       | 6:2, 6:3           |
| 16. | 25. Juni 2022     | Mailand                  | Sand      | Luciano Darderi           | Diego Hidalgo Cristian Rodríguez     | 6:4, 2:6, [10:5]   |
| 17. | 15. Juli 2023     | San Benedetto del Tronto | Sand      | Marcelo Zormann           | Diego Hidalgo Cristian Rodríguez     | 6:3, 6:4           |
| 18. | 19. August 2023   | Todi                     | Sand      | Marcelo Zormann           | Román Andrés Burruchaga Orlando Luz  | 6:713, 6:4, [10:5] |
| 19. | 16. März 2024     | Santiago de Chile (2)    | Sand      | Marcelo Zormann           | Boris Arias Federico Zeballos        | 7:65, 6:4          |
| 20. | 26. Oktober 2024  | Curitiba                 | Sand      | Matías Soto               | Karol Drzewiecki Piotr Matuszewski   | 7:65, 7:64         |
| 21. | 8. Februar 2025   | Rosario                  | Sand      | Marcelo Demoliner         | Guido Andreozzi Théo Arribagé        | 7:5, 6:3           |

#### Finalteilnahmen
| Nr. | Datum        | Turnier | Belag | Partner        | Finalgegner                     | Ergebnis |
| --- | ------------ | ------- | ----- | -------------- | ------------------------------- | -------- |
| 1.  | 24. Mai 2025 | Hamburg | Sand  | Andrés Molteni | Simone Bolelli Andrea Vavassori | 4:6, 0:6 |